# Petrolio (Victorio Pezzolla)
Petrolio è un concept album in italiano realizzato e cantato da Victorio Pezzolla, pubblicato il 16 giugno 2012.
Si tratta di canzoni in italiano composte dall'artista tra il 1977 e il 1980 (ad eccezione di "Io vivo qua" e "2012", composte successivamente) scartate dalle case discografiche poiché considerate, in alcuni casi, troppo lunghe oppure "dai contenuti poco commerciali" per l'epoca.
Le tracce sono state riprodotte in studio tra il 2011 ed il 2012, rispettando la sonorità e l'atmosfera che avevano i provini di allora, arricchite ovviamente dal suono digitale.
Tra i musicisti che hanno collaborato alla realizzazione delle tracce, oltre a Victorio Pezzolla (chitarra, basso, moog), partecipano Lele Micò (pianoforte e tastiere), Giancarlo Porro (sax e flauto), Edoardo De angelis (violino), Pepe Ragonese (Tromba).

## Tracce
1. Petrolio – 5:36
2. Io vivo qua – 3:22
3. Il sogno o la realtà – 3:44
4. Ehi proprio tu – 4:08
5. Il cimitero degli elefanti – 4:50
6. Ragioniere – 3:08
7. Lancillotto – 4:24
8. 2012 – 2:17
9. Non sono stato mai in America – 3:45
10. Kerosene – 10:19
11. Kerosene reprise – 2:05